# Jean-Jacques Yemweni
Jean-Jacques Yemweni Ngidi, né le 4 avril 1976 à Kinshasa, est un footballeur international congolais qui évoluait au poste d'attaquant. Il est jusqu'aujourd'hui meneur du derby kinois entre le DCMP et l'As.Vclub. 

## Biographie

### En club
Yemweni connaît un bref passage au FC Sion en Super League suisse, avant de rentrer en RD Congo au TP Mazembe.
Il remporte notamment avec le club du DC Motema Pembe, trois titres de champion de RD Congo.

### En équipe nationale
Jean-Jacques Yemweni reçoit 13 sélections en équipe de République démocratique du Congo entre 2000 et 2007, inscrivant huit buts.
Il joue son premier match en équipe nationale le 27 janvier 2000, contre l'Afrique du Sud. Ce match perdu sur le score de 1-0 rentre dans le cadre de la phase finale de la Coupe d'Afrique des nations, organisée conjointement par le Ghana et le Nigeria.
Il inscrit son premier but en équipe nationale le 7 avril 2000, contre l'équipe de Djibouti. Ce match nul (1-1) rentre dans le cadre des éliminatoires du mondial 2002. Par la suite, le 23 avril de la même année, il se met en évidence en inscrivant un triplé face à cette même équipe, lors d'une large victoire 9-1.
Il marque ensuite lors de cette même année contre la République centrafricaine, puis contre le Congo, et enfin de nouveau contre la République centrafricaine.
Il n'est ensuite plus appelé en sélection pendant plus de six ans. Il inscrit son dernier but le 22 août 2007, en amical contre l'Angola (victoire 3-1). Il reçoit sa dernière sélection le 8 septembre 2007, contre la Libye, lors des éliminatoires de la Coupe d'Afrique des nations 2008 (score : 1-1).

## Palmarès de 2000 à 2002
| DC Motema Pembe - Championnat de République démocratique du Congo (3) : - Champion : 1998, 1999 et 2008. - Coupe de République démocratique du Congo (2) : - Vainqueur : 2006 et 2009. |  | TP Mazembe - Coupe de République démocratique du Congo : - Finaliste : 2003. |  | Sagrada Esperança - Championnat d'Angola (1) : - Champion : 2005. |